# Heorhi Kaliyeu
Heorhi Kaliyeu, también transliterado como Gueorgui Kaliyev –en bielorruso, Георгій Каліеў; en ruso, Георгий Калиев– (23 de octubre de 1994) es un deportista bielorruso que compite en lucha libre. Ganó una medalla de plata en el Campeonato Europeo de Lucha de 2016, en la categoría de 61 kg.

## Palmarés internacional
| Campeonato Europeo | Campeonato Europeo | Campeonato Europeo | Campeonato Europeo |
| Año                | Lugar              | Medalla            | Categoría          |
| ------------------ | ------------------ | ------------------ | ------------------ |
| 2016               | Riga (Letonia)     | Medalla de plata   | 61 kg              |